# Nasiru Banahene
Nasiru Banahene (2000. július 8. –) ghánai labdarúgó.

## Pályafutása
Banahene 2018-ban a ghánai élvonalbeli Liberty Professionals színeiben kilenc mérkőzésen lépett pályára. 2019 év elején igazolta le őt az MTK Budapest FC csapata, a magyar élvonalban március 16-án egy Puskás Akadémia FC elleni mérkőzésen mutatkozott be. Öt bajnokin kapott lehetőséget az élvonalban, az U19-s korosztályos csapattal bajnoki címet szerzett. 2019 augusztusában a finn élvonalbeli Honkának adta kölcsön a budapesti klub.